# Couflens
Couflens ist eine französische Gemeinde mit 103 Einwohnern (Stand 1. Januar 2022) im Département Ariège in der Region Okzitanien. Sie gehört zum Arrondissement Saint-Girons und zum Kanton Couserans Est. Die Einwohner nennen sich die Couflensois.
Sie grenzt im Süden und Südwesten an Spanien, im Nordwesten an Seix und im Nordosten und Osten an Ustou. In Couflens entspringt der Fluss Salat.

## Bevölkerungsentwicklung
| Jahr                       | 1962 | 1968 | 1975 | 1982 | 1990 | 1999 | 2008 | 2015 |
| -------------------------- | ---- | ---- | ---- | ---- | ---- | ---- | ---- | ---- |
| Einwohner                  | 103  | 113  | 371  | 262  | 70   | 63   | 84   | 82   |
| Quellen: Cassini und INSEE |      |      |      |      |      |      |      |      |

## Sehenswürdigkeiten
- Kirche Notre-Dame de Salau